# Приморский район (Архангельская область)
Примо́рский райо́н — административно-территориальная единица (район) в составе Архангельской области Российской Федерации.
Административный центр — город Архангельск (в состав района не входит). В рамках организации местного самоуправления на территориях  Приморского и Соловецкого районов функционирует муниципальное образование Приморский муниципальный округ.

## География
Приморский район приравнен к районам Крайнего Севера.
Кроме материковой части, в Приморский муниципальный район также входят Соловецкие острова (Белое море).
В свою очередь, в состав административно-территориальной единицы — района — эти территории не входят, а составляют самостоятельную административно-территориальную единицу Соловецкий район.
Приморский район находится на северо-западе материковой части Архангельской области.
Территория района представляет собой обширную равнину со слабо выраженным уклоном к Белому и Баренцеву морям.
На северо-западе района сохранились моренные нагромождения с множеством замкнутых впадин, занятых озёрами, с холмами, сливающимися в целые цепи (Летние горы Онежского полуострова, Соловецкие острова и др.).
На плоских водораздельных плато на западе района, где ближе всего к поверхности подходят палеозойские известняки и мергели, широко распространены карстовые явления. Низины обычно выполнены толщами морских, озёрно-ледниковых и аллювиальных наносов.
Климат района, территории в бассейне и акватории Белого моря умеренно континентальный, то есть прохладное лето и продолжительная холодная зима. Характерна частая смена воздушных масс, поступающих из Арктики и средних широт. Погода крайне неустойчива.
Зима холодная, с устойчивыми морозами. Средняя температура января от −12 °C на юго-западе до −18 °C на северо-востоке. Лето короткое и прохладное. Осадков от 400 до 600 миллиметров в год. На побережье Белого моря часты туманы (до 60 дней в году).
Приморский район граничит:
- с Архангельском, Северодвинском и Новодвинском — с  городами областного значения (городскими округами) Архангельской области;
- на северо-востоке граничит с Мезенским районом;
- на востоке — с Пинежским районом;
- на юго-востоке — с Холмогорским районом;
- на юге — c Плесецким районом;
- на юго-западе — с Онежским районом
- на северо-западе по морю (через пролив Восточная Соловецкая Салма) граничит c Соловецким районом.

Растительный и животный мир
Приморский район большей частью входит в зону тайги и тундры. Около 53 % территории района занимают таёжные леса, местами заболоченные.
Северо-восточная часть Приморского района относится к зоне тундры, к мохово-лишайниковой и кустарниковой подзонам на тундрово-глеевых и тундрово-болотных почвах.
В Приморском районе водятся птицы: тетерев, глухарь, рябчик, дятел, синица, снегирь, пищуха, белая и тундряная куропатки, а также занесённые в Красную книгу орлан-белохвост, скопа, беркут, бородатая неясыть, серый журавль.
Летний и Зимний берега Белого моря
Летний берег простирается по западному берегу Двинской губы от устья Северной Двины до западной оконечности Онежского полуострова.
Летний берег благодаря изолированности и труднодоступности сохранил богатое видовое разнообразие флоры и фауны. На сравнительно небольшой территории соседствуют различные природно-климатические зоны. Встречаются таёжные леса с уникальными корабельными соснами, которые запретил рубить ещё Пётр I.
Животный мир представлен богатым видовым разнообразием. В окрестностях деревни Летняя Золотица зимой на льдинах устраивают «родильные дома» гренландские тюлени. Ближе к весне сюда приходят для размножения белухи. Летний берег является местом гнездования многих видов перелётных и зимующих птиц. К примеру, здесь располагается самая большая колония крачек.
Зимний берег Белого моря лежит на север от устья Северной Двины на восточном берегу Двинской губы.
Берег низменный, местами обрывистый. Вдоль берега в южной части расположен ряд островов. По берегу протекают реки Мудьюга, Куя, Зимняя Золотица, Това, Чёрная, Мегра и Майда. В море вдаются мысы Куйский, Керец, Острый, Медвежий, Инцы, Мегорский Нос и Олений Нос.
Участки Белого моря, прилегающие к берегам Приморского района, являются местом растительного и рыбного промысла. В них насчитывается 194 вида водорослей (в частности ламинария, очень древняя группа растений анфельция, зостера и др.), многие семейства рыб: сельдь, сайда, навага, сёмга, корюшка, треска, камбала, палтус и т. п.
На территории района находятся Беломорский, Двинской, Приморский и Соянский заказники.

## История
В Заволочье в бассейне Северной Двины, в месте расположения современного Приморского района и других районов Архангельской области находилась Двинская земля, часть Новгородской республики. Население этой территории преимущественно занималось рыбным, пушным и соляным промыслами, земледелием.
В поморских селениях столетиями совершенствовался и передавался из поколения в поколение опыт мореходства и промысла в условиях сурового климата в водах Белого моря и более северного Заполярья.
Согласно грамоте новгородского князя Святослава Ольговича от 1137 года в Тойнокурье находилось русское поселение — «у Вихтуя».
1130-ми годами датируется архангельский клад из 1915 монет (более 90 % из них — германской чеканки) и около 20 ювелирных украшений, найденный на правом берегу небольшого ручья, впадающего в речку Виткурью (рукав реки Тойнокурьи, притока Северной Двины).
В XV веке эти земли вошли вместе со всеми территориями Новгорода в состав Русского государства.
В 1584 году в устье Северной Двины, впадающей в Белое море, был создан новый город — Архангельск, который до конца XVII века являлся единственным портом России. На долю Архангельска в это время приходилось примерно 60-80 % внешнеторгового оборота Московского государства, отсюда экспортировались хлеб, пенька, лес, смола, меха и другие товары.
В начале XVIII века нынешняя территория района вошла в состав огромной Архангелогородской губернии, а затем в Вологодское наместничество и Архангельское наместничество, преобразованное в 1796 году в Архангельскую губернию.
Приморский район был образован 15 июля 1929 года в СССР в составе созданного Архангельского округа Северного края.
Постановлением ВЦИК от 2 марта 1932 года административный центр Приморского района был перенесён из города Архангельска в селение Рикасиху.
После принятия 5 декабря 1936 года VIII Чрезвычайным съездом Советов СССР Конституции СССР, в соответствии со статьёй 22 Конституции Северный край был упразднён, а на его территории образованы Северная область и Коми АССР.
23 сентября 1937 года ЦИК СССР принял постановление «О разделении Северной области на Вологодскую и Архангельскую области». Приморский район вошёл в состав Архангельской области.
В 1940 году Дураковский, Красногорский, Летнезолотницкий, Лопшеньгский, Нёнокский, Пушлахотский, Солзенский, Унский, Яреньгский сельские Советы вошли в состав Беломорского района.
7 октября 1955 года к Приморскому району был присоединён Архангельский район. Одновременно административный центр Приморского района был перенесён в город Архангельск.
В 1958 году Беломорский район был упразднён, территория Красногорского, Летнезолотницкого, Летненаволоцкого, Лопшеньгского, Нёнокского, Пушлахотского, Солзенского, Унского и Яреньгского сельсоветов отошла к Приморскому району.
В декабре 1962 года был образован Северо-Западный экономический район и после укрупнения районов с 1 февраля 1963 года был образован Приморский сельский район, а с 12 января 1965 года вновь воссоздан Приморский район.
С 1 января 2006 года в рамках организации местного самоуправления в состав Приморского муниципального района входят территории Соловецких островов.
В рамках административно-территориального устройства области Соловецкий район сохраняет свой статус как района.
1 января 2020 года Земля Франца-Иосифа и остров Виктория были зачислены за муниципальным образованием (сельским поселением) Талажское. 28 апреля 2020 года остров Виктория и архипелаг Земля Франца-Иосифа были исключены из территорий Приморского муниципального района.

## Население
| 1939    | 1959    | 1970    | 1979    | 1989    | 2002    | 2009    | 2017    | 2018    |
| ------- | ------- | ------- | ------- | ------- | ------- | ------- | ------- | ------- |
| 23 503  | ↗48 407 | ↘37 124 | ↘31 320 | ↗31 813 | ↘29 365 | ↘26 170 | ↘24 708 | ↘24 514 |
| 2019    | 2020    | 2021    | 2023    |         |         |         |         |         |
| ↘24 162 | ↗24 186 | ↗27 991 | ↗27 999 |         |         |         |         |         |

### Национальный состав
По итогам переписи населения 2020 года проживали следующие национальности (национальности менее 0,1 % и другое, см. в сноске к строке «Другие»):
| Национальность | Численность, чел. | Доля     |
| -------------- | ----------------- | -------- |
| Русские        | 27 312            | 94,84 %  |
| Украинцы       | 154               | 0,53 %   |
| Поморы         | 74                | 0,26 %   |
| Белорусы       | 40                | 0,14 %   |
| Азербайджанцы  | 40                | 0,14 %   |
| Другие         | 1179              | 4,09 %   |
| Итого          | 28 799            | 100,00 % |

## Административное деление
В Приморский район как административно-территориальную единицу области входят 17 сельсоветов (в границах которых как правило были образованы одноимённые сельские поселения): Коскогорский, Лявленский, Заостровский, Катунинский, Лисестровский, Вознесенский, Ластольский, Пустошинский, Пертоминский, Летне-Золотицкий, Лопшеньгский, Приморский, Талажский, Зимне-Золотицкий, Патракеевский, Повракульский
и Уемский.
К Приморскому административному району относятся 9 муниципальных образований со статусом сельских поселений Приморского муниципального района.
| №        | Муниципальные образования | Соответствующие административно- территориальные единицы              | Административный центр    | Количество населённых пунктов | Население (чел.) | Площадь (км²) |
| -------- | ------------------------- | --------------------------------------------------------------------- | ------------------------- | ----------------------------- | ---------------- | ------------- |
| 1        | Боброво-Лявленское        | Коскогорский и Лявленский сельсоветы                                  | посёлок Боброво           | 37                            | ↘2855            | 3467,89       |
| 2        | Заостровское              | Заостровской сельсовет                                                | деревня Большое Анисимово | 25                            | ↗3112            | 124,99        |
| 3        | Катунинское               | Катунинский сельсовет                                                 | посёлок Катунино          | 4                             | ↗4525            | 203,21        |
| 4        | Лисестровское             | Лисестровский сельсовет                                               | деревня Окулово           | 36                            | ↗3990            | 1153,33       |
| 5        | Островное                 | Вознесенский, Ластольский и Пустошинский сельсоветы                   | село Вознесенье           | 48                            | ↘1739            | 357,06        |
| 6        | Пертоминское              | Пертоминский, Летне-Золотицкий и Лопшеньгский сельсоветы              | посёлок Пертоминск        | 13                            | ↘451             | 7202,98       |
| 7        | Приморское                | Приморский сельсовет                                                  | деревня Рикасиха          | 12                            | ↘3126            | 1014,44       |
| 8        | Талажское                 | Талажский, Зимне-Золотицкий, Патракеевский и Повракульский сельсоветы | посёлок Талаги            | 27                            | ↗3840            | 7615,97       |
| 9        | Уемское                   | Уемский сельсовет                                                     | посёлок Уемский           | 4                             | ↗4361            | 114,47        |
| 9.000001 | итого                     |                                                                       |                           | 206                           | ↗27 999          | 21254,34      |

При этом Соловецкий район как отдельная административно-территориальная единица области не входит в Приморский административный район, но в рамках муниципального устройства образует сельское поселение Соловецкое в составе Приморского муниципального района.

## Населённые пункты
В Приморский район как административно-территориальную единицу области входит 206 населённых пунктов (без населённых пунктов, входящих в Соловецкий район).
| №   | Населённый пункт     | Тип                     | Население | Муниципальное образование |
| --- | -------------------- | ----------------------- | --------- | ------------------------- |
| 1   | 22 км                | железнодорожный разъезд | ↗2        | Приморское                |
| 2   | 28 км                | железнодорожный разъезд | →0        | Приморское                |
| 3   | 34 км                | железнодорожный разъезд | →0        | Приморское                |
| 4   | Амосово              | деревня                 | ↗50       | Лисестровское             |
| 5   | Андрианово           | деревня                 | ↗44       | Островное                 |
| 6   | Архипово             | деревня                 | ↗21       | Талажское                 |
| 7   | Аэропорт Васьково    | населённый пункт        | ↗58       | Лисестровское             |
| 8   | Бабанегово           | деревня                 | ↘39       | Боброво-Лявленское        |
| 9   | Байкалово            | деревня                 | ↗4        | Островное                 |
| 10  | Бакарица             | деревня                 | ↗3        | Боброво-Лявленское        |
| 11  | Бармино              | деревня                 | ↗1        | Приморское                |
| 12  | Белое                | деревня                 | →0        | Приморское                |
| 13  | Беломорье            | посёлок                 | ↗318      | Катунинское               |
| 14  | Беричево             | деревня                 | ↗7        | Островное                 |
| 15  | Боброво              | деревня                 | ↘25       | Боброво-Лявленское        |
| 16  | Боброво              | посёлок                 | ↗1325     | Боброво-Лявленское        |
| 17  | Большая Корзиха      | деревня                 | ↗133      | Лисестровское             |
| 18  | Большая Федоровская  | деревня                 | ↗20       | Островное                 |
| 19  | Большие Карелы       | деревня                 | ↘44       | Боброво-Лявленское        |
| 20  | Большое Анисимово    | деревня                 | ↗1165     | Заостровское              |
| 21  | Большое Бурдуково    | деревня                 | ↘29       | Заостровское              |
| 22  | Большое Тойнокурье   | деревня                 | ↗24       | Заостровское              |
| 23  | Бор                  | деревня                 | ↘4        | Боброво-Лявленское        |
| 24  | Борисовская          | деревня                 | ↘22       | Заостровское              |
| 25  | Борковское           | деревня                 | ↘5        | Островное                 |
| 26  | Боры                 | деревня                 | ↗8        | Заостровское              |
| 27  | Брательское          | деревня                 | ↘6        | Островное                 |
| 28  | Брусеница            | железнодорожная станция | ↗18       | Лисестровское             |
| 29  | Бутырки              | деревня                 | →4        | Лисестровское             |
| 30  | Бутырская            | деревня                 | ↗20       | Боброво-Лявленское        |
| 31  | Вагино               | деревня                 | ↘10       | Островное                 |
| 32  | Вагинский Наволок    | деревня                 | ↗8        | Островное                 |
| 33  | Вайново              | посёлок                 | ↗4        | Боброво-Лявленское        |
| 34  | Васьково             | посёлок                 | ↗1137     | Лисестровское             |
| 35  | Великое              | деревня                 | ↗107      | Заостровское              |
| 36  | Верхнее Ладино       | деревня                 | ↗93       | Заостровское              |
| 37  | Верхнее Рыболово     | деревня                 | ↗4        | Островное                 |
| 38  | Верхние Валдушки     | деревня                 | ↗360      | Лисестровское             |
| 39  | Верхняя Золотица     | деревня                 | ↗148      | Талажское                 |
| 40  | Верховье             | деревня                 | ↘24       | Талажское                 |
| 41  | Вознесенье           | село                    | ↗446      | Островное                 |
| 42  | Волохница            | деревня                 | ↗129      | Лисестровское             |
| 43  | Волочек              | деревня                 | ↘2        | Островное                 |
| 44  | Выселки              | деревня                 | ↗34       | Островное                 |
| 45  | Глинник              | деревня                 | ↗72       | Заостровское              |
| 46  | Гневашево            | деревня                 | ↘14       | Островное                 |
| 47  | Голова               | деревня                 | →27       | Островное                 |
| 48  | Горка                | деревня                 | ↗111      | Талажское                 |
| 49  | Дедов Полой          | деревня                 | ↘56       | Боброво-Лявленское        |
| 50  | Долгое               | деревня                 | ↗5        | Островное                 |
| 51  | Дом инвалидов        | посёлок                 | →0        | Талажское                 |
| 52  | Дряхлицыно           | деревня                 | ↘2        | Уемское                   |
| 53  | Емельяновская        | деревня                 | ↗213      | Боброво-Лявленское        |
| 54  | Ершовка              | деревня                 | ↘19       | Боброво-Лявленское        |
| 55  | Залахотье            | деревня                 | ↘17       | Островное                 |
| 56  | Заозерье             | деревня                 | ↗26       | Лисестровское             |
| 57  | Заручевская          | деревня                 | ↗50       | Боброво-Лявленское        |
| 58  | Заручей              | деревня                 | ↗26       | Лисестровское             |
| 59  | Заручей              | деревня                 | ↘31       | Островное                 |
| 60  | Захарово             | деревня                 | ↗10       | Лисестровское             |
| 61  | Захарово             | деревня                 | ↗20       | Островное                 |
| 62  | Зачапино             | деревня                 | ↘8        | Боброво-Лявленское        |
| 63  | Зворково             | деревня                 | ↘10       | Островное                 |
| 64  | Ижма                 | деревня                 | ↗112      | Талажское                 |
| 65  | Илес                 | железнодорожная станция | ↗4        | Лисестровское             |
| 66  | Исакогорка           | деревня                 | ↗271      | Лисестровское             |
| 67  | Кавкола              | деревня                 | ↗81       | Островное                 |
| 68  | Кадь                 | деревня                 | ↘2        | Талажское                 |
| 69  | Кальчино             | деревня                 | ↗14       | Островное                 |
| 70  | Карандашевская       | деревня                 | ↗8        | Боброво-Лявленское        |
| 71  | Катунино             | посёлок                 | ↘3562     | Катунинское               |
| 72  | Кипарово             | деревня                 | ↗26       | Заостровское              |
| 73  | Козлы                | деревня                 | →3        | Талажское                 |
| 74  | Кондратьевская       | деревня                 | ↗12       | Талажское                 |
| 75  | Конецгорье           | деревня                 | ↗23       | Боброво-Лявленское        |
| 76  | Конецдворье          | деревня                 | ↗64       | Островное                 |
| 77  | Корелы               | деревня                 | ↗6        | Талажское                 |
| 78  | Коровкинская         | деревня                 | ↗13       | Талажское                 |
| 79  | Косково              | деревня                 | ↗29       | Боброво-Лявленское        |
| 80  | Красная Гора         | деревня                 | ↗12       | Пертоминское              |
| 81  | Красное              | деревня                 | ↘6        | Островное                 |
| 82  | Кривляево            | деревня                 | ↗33       | Лисестровское             |
| 83  | Кузьмино             | деревня                 | ↗181      | Боброво-Лявленское        |
| 84  | Кукушка              | деревня                 | ↘23       | Лисестровское             |
| 85  | Курган               | деревня                 | ↗29       | Островное                 |
| 86  | Куропти              | деревня                 | ↗5        | Уемское                   |
| 87  | Кушкушара            | деревня                 | ↗49       | Талажское                 |
| 88  | Куя                  | деревня                 | ↗6        | Талажское                 |
| 89  | Кырласово            | деревня                 | ↗22       | Заостровское              |
| 90  | Кяростров            | деревня                 | ↘337      | Островное                 |
| 91  | Лайская              | железнодорожная станция | ↗2        | Приморское                |
| 92  | Лайский Док          | посёлок                 | ↗810      | Приморское                |
| 93  | Лапоминка            | деревня                 | ↗41       | Талажское                 |
| 94  | Ластола              | деревня                 | ↗472      | Островное                 |
| 95  | Лахта                | деревня                 | ↗674      | Катунинское               |
| 96  | Лахта                | деревня                 | →0        | Островное                 |
| 97  | Лая                  | деревня                 | ↗103      | Приморское                |
| 98  | Левковка             | деревня                 | ↗30       | Заостровское              |
| 99  | Летний Наволок       | деревня                 | ↘7        | Пертоминское              |
| 100 | Летняя Золотица      | деревня                 | ↗182      | Пертоминское              |
| 101 | Лингостров           | деревня                 | ↘8        | Боброво-Лявленское        |
| 102 | Личка                | деревня                 | ↘2        | Приморское                |
| 103 | Лодемский            | разъезд                 | →0        | Боброво-Лявленское        |
| 104 | Лопшеньга            | деревня                 | ↗255      | Пертоминское              |
| 105 | Луговой              | посёлок                 | ↗344      | Заостровское              |
| 106 | Луда                 | деревня                 | ↗91       | Пертоминское              |
| 107 | Любовское            | деревня                 | ↗43       | Лисестровское             |
| 108 | Лянецкое             | деревня                 | ↗48       | Заостровское              |
| 109 | Малая Корзиха        | деревня                 | ↗17       | Лисестровское             |
| 110 | Малая Тойнокурья     | деревня                 | ↗27       | Заостровское              |
| 111 | Малая Хечемень       | деревня                 | ↘4        | Заостровское              |
| 112 | Малое Анисимово      | деревня                 | ↘31       | Заостровское              |
| 113 | Малое Бурдуково      | деревня                 | ↗19       | Заостровское              |
| 114 | Малые Карелы         | деревня                 | ↗33       | Уемское                   |
| 115 | Маяк Вепревский      | населённый пункт        | ↘3        | Талажское                 |
| 116 | Маяк Зимнегорский    | населённый пункт        | ↗2        | Талажское                 |
| 117 | Маяк Орловский       | населённый пункт        | →0        | Пертоминское              |
| 118 | Маяк Унский          | населённый пункт        | ↘2        | Пертоминское              |
| 119 | Маяк Чесменский      | населённый пункт        | ↗2        | Пертоминское              |
| 120 | Мелехово             | деревня                 | ↘47       | Лисестровское             |
| 121 | Мордарово            | деревня                 | ↘6        | Боброво-Лявленское        |
| 122 | Мудьюг               | посёлок                 | ↘0        | Талажское                 |
| 123 | Мыза                 | деревня                 | ↗6        | Лисестровское             |
| 124 | Мяндино              | деревня                 | →3        | Островное                 |
| 125 | Наволок              | деревня                 | ↗84       | Талажское                 |
| 126 | Наумцево             | деревня                 | ↘1        | Островное                 |
| 127 | Негино               | деревня                 | ↗5        | Лисестровское             |
| 128 | Нестерово            | деревня                 | ↗11       | Лисестровское             |
| 129 | Нижнее Ладино        | деревня                 | ↗140      | Заостровское              |
| 130 | Нижнее Рыболово      | деревня                 | ↗48       | Островное                 |
| 131 | Нижние Валдушки      | деревня                 | ↗7        | Заостровское              |
| 132 | Нижняя Золотица      | деревня                 | ↘81       | Талажское                 |
| 133 | Никольское           | деревня                 | ↘3        | Лисестровское             |
| 134 | Новинки              | деревня                 | ↗298      | Боброво-Лявленское        |
| 135 | Новое Лукино         | деревня                 | ↘24       | Лисестровское             |
| 136 | Новое Стражково      | деревня                 | ↘3        | Боброво-Лявленское        |
| 137 | Одино                | деревня                 | ↘50       | Островное                 |
| 138 | Одиночка             | деревня                 | ↗73       | Островное                 |
| 139 | Окулово              | деревня                 | ↗75       | Лисестровское             |
| 140 | Олешник              | деревня                 | →4        | Боброво-Лявленское        |
| 141 | Онишово              | деревня                 | ↘13       | Островное                 |
| 142 | Опорно-опытный пункт | деревня                 | ↗30       | Заостровское              |
| 143 | Осинник              | деревня                 | →0        | Островное                 |
| 144 | Остров Жижгин        | населённый пункт        | ↗10       | Пертоминское              |
| 145 | Остров Ягодник       | населённый пункт        | ↘0        | Боброво-Лявленское        |
| 146 | Острова              | деревня                 | ↗38       | Островное                 |
| 147 | Патракеевка          | деревня                 | ↗115      | Талажское                 |
| 148 | Первая Гора          | деревня                 | ↘1        | Лисестровское             |
| 149 | Пертоминск           | посёлок                 | ↗322      | Пертоминское              |
| 150 | Перхачево            | деревня                 | ↗168      | Заостровское              |
| 151 | Пески                | деревня                 | ↗103      | Островное                 |
| 152 | Питяево              | деревня                 | ↘1        | Островное                 |
| 153 | Повракульская        | деревня                 | ↗631      | Талажское                 |
| 154 | Погорелка            | деревня                 | ↘1        | Боброво-Лявленское        |
| 155 | Погорельская         | деревня                 | ↗10       | Талажское                 |
| 156 | Подборка             | деревня                 | ↘0        | Талажское                 |
| 157 | Прилук               | деревня                 | ↘11       | Островное                 |
| 158 | Псарево              | деревня                 | ↗7        | Боброво-Лявленское        |
| 159 | Пуново               | деревня                 | ↗65       | Заостровское              |
| 160 | Пустой Двор          | деревня                 | →3        | Островное                 |
| 161 | Пустошь              | деревня                 | ↗299      | Островное                 |
| 162 | Пушлахта             | деревня                 | →54       | Пертоминское              |
| 163 | Ригач                | деревня                 | ↗19       | Лисестровское             |
| 164 | Рикасиха             | деревня                 | ↗2006     | Приморское                |
| 165 | Рикасово             | деревня                 | ↘49       | Заостровское              |
| 166 | Савинская            | деревня                 | ↘0        | Боброво-Лявленское        |
| 167 | Саломат              | деревня                 | →3        | Лисестровское             |
| 168 | Сапушкино            | деревня                 | →3        | Боброво-Лявленское        |
| 169 | Свинец               | деревня                 | →0        | Островное                 |
| 170 | Семёново             | деревня                 | ↗59       | Лисестровское             |
| 171 | Слободка             | деревня                 | ↗10       | Лисестровское             |
| 172 | Словенское           | деревня                 | →0        | Боброво-Лявленское        |
| 173 | Средние Валдушки     | деревня                 | ↗26       | Заостровское              |
| 174 | Средняя Гора         | деревня                 | ↗28       | Лисестровское             |
| 175 | Старое Стражково     | деревня                 | ↘1        | Боброво-Лявленское        |
| 176 | Степановская         | деревня                 | ↗27       | Боброво-Лявленское        |
| 177 | Студименское         | деревня                 | ↘6        | Островное                 |
| 178 | Талаги               | посёлок                 | ↘1781     | Талажское                 |
| 179 | Тараканово           | деревня                 | →2        | Лисестровское             |
| 180 | Тиноватик            | деревня                 | ↘2        | Островное                 |
| 181 | Това                 | выселок                 | →1        | Талажское                 |
| 182 | Тойватово            | деревня                 | ↘3        | Островное                 |
| 183 | Трепузово            | деревня                 | ↗123      | Боброво-Лявленское        |
| 184 | Туманок              | деревня                 | ↘0        | Боброво-Лявленское        |
| 185 | Тундра               | железнодорожная станция | ↘8        | Лисестровское             |
| 186 | Уемский              | посёлок                 | ↗4232     | Уемское                   |
| 187 | Уна                  | деревня                 | ↗72       | Пертоминское              |
| 188 | Усть-Заостровская    | деревня                 | ↘22       | Заостровское              |
| 189 | Фельшинка            | деревня                 | ↗29       | Лисестровское             |
| 190 | Хаврогоры            | деревня                 | →0        | Талажское                 |
| 191 | Хвосты               | деревня                 | ↘14       | Островное                 |
| 192 | Холм                 | деревня                 | ↗18       | Катунинское               |
| 193 | Хорьково             | деревня                 | ↗371      | Боброво-Лявленское        |
| 194 | Ценовец              | деревня                 | ↗5        | Боброво-Лявленское        |
| 195 | Часовенская          | деревня                 | ↗57       | Талажское                 |
| 196 | Часовенское          | деревня                 | ↗176      | Лисестровское             |
| 197 | Чекоминка            | деревня                 | →0        | Островное                 |
| 198 | Чёрный Яр            | деревня                 | ↗325      | Боброво-Лявленское        |
| 199 | Чубола               | деревня                 | ↘1        | Островное                 |
| 200 | Чубола-Наволок       | деревня                 | ↗25       | Островное                 |
| 201 | Чужгоры              | деревня                 | ↗20       | Приморское                |
| 202 | Шеинская             | деревня                 | ↘6        | Боброво-Лявленское        |
| 203 | Ширша                | деревня                 | ↗6        | Лисестровское             |
| 204 | Ширшинский           | посёлок                 | ↘739      | Лисестровское             |
| 205 | Шихириха             | деревня                 | ↘20       | Приморское                |
| 206 | Яреньга              | деревня                 | ↗156      | Пертоминское              |

## Экономика
В Приморском районе осуществляют свою экономическую деятельность:
Предприятия рыбопромыслового промысла:
 в сельском поселении Лопшеньгское — СПК «Рыболовецкий колхоз „Заря“»
 в сельском поселении Патракеевское — СПК «Рыболовецкий колхоз „Красное знамя“» д. Патракеевка
 в сельском поселении Пертоминское — Рыболовецкий колхоз им. Калинина д. Луда, д. Уна
 в сельском поселении Летне-Золотицкое — СПК «Рыболовецкий колхоз „Беломор“» д. Летняя Золотица
ООО, индивидуальные предприниматели и фермерские хозяйства:
 в сельском поселении Вознесенское — Крестьянско-фермерское хозяйство Надеина
 в сельском поселении Катунинское — Студия «For you» ИП Ивановкая О. С., п. Катунино, мастерская по ремонту и пошиву одежды И. П. Сулейманова п. Катунино
 в сельском поселении Лисестровское — ООО «Поморская плотницкая школа» д. Часовенская
 в сельском поселении Лявленское — ООО «Сия Лес Строй» д. Хорьково
 в сельском поселении Приморское — ООО «УК Поморье» д. Рикасиха, ИП Нечапаева Е. В., Рикасиха, ИП Иванова С. В. д. Рикасиха
 в сельском поселении Талажское — ОАО «Предприятие по обеспечению топливом населения, организаций»
Учреждения:
 в сельском поселении Заостровское — Государственное научное учреждение «Архангельский научно-исследовательский институт сельского хозяйства» Российской Академии сельскохозяйственных наук.
 в сельском поселении Катунинское — Базовый санаторий «Беломорье»
 в сельском поселении Катунинское — ООО «Геолог ГТС» д. Лахта
 в сельском поселении Талажское — ООО «Тайга» д. Ижа, ООО «Северное зодчество» п. Талаги

## Транспорт и связь
Основным транспортным средством рыбопромыслового флота, водного транспортного и гражданского сообщения поселков и селений района, находящихся на островах, входящих в состав района, а также и сообщения с труднодоступными местами территории и другими территориями бассейна Белого моря являются катера.
Для сообщений в прибрежных водах для транспортных, хозяйственных, туристических, развлекательных и спортивных целей, при проведении спасательных работ, охоте и ловле рыбы, патрулировании водоёмов в районе используется маломерный флот, в частности моторные лодки.
Автобусный и автомобильный транспорт в материковой части Приморского района связывает входящие в район поселки и муниципальные селения между собой и с административным центром района — городом Архангельск.
По территории района проходят железнодорожные магистрали Архангельск — Москва и Архангельск — Карпогоры.
На территории Приморского района располагается международный аэропорт Талаги — крупнейший аэропорт Архангельской области.
В 2011 году в аэропорту приступили к первому этапу масштабной реконструкции аэровокзала. В аэропорту установлены две галереи и 2 телескопических трапа. По ним пассажиры смогут садиться в самолёт, не выходя на улицу, а также получать багаж на первом этаже вокзала.
Таким образом, аэропорт Архангельск стал первым среди регионов Европейского Севера Российской Федерации — Вологды, Мурманска, Сыктывкара, где появятся телескопические трапы. Все затраты на строительство взял на себя аэропорт.
Полную реконструкцию, включая реконструкцию взлетно-посадочной полосы, стоянок и дренажной системы аэропорта, планируется осуществить к 2015 году.
В Приморском районе действуют отделения почтовой связи Почта России.

## Люди, связанные с районом
- Коржавин, Фёдор Иванович (1902, деревня Нижнее Ладино —  25.08.1992) — участник Великой Отечественной войны, Герой Советского Союза (1945)